# Joseph Pibul Visitnondachai
Joseph Pibul Visitnondachai (em tailandês: ยอแซฟ พิบูลย์ วิสิฐนนทชัย; Sano Loi, Bang Bua Thong County, província de Nonthaburi, Tailândia Central, 01 de junho de 1946) é um bispo tailandês de Nak e atual bispo tailandês de Nak.
O arcebispo de Bangkok, Michael Michai Kitbunchu, o ordenou sacerdote em 17 de março de 1974. 
Papa Bento XVI nomeou-o Bispo de Nakhon Sawan em 19 de junho de 2009. O arcebispo emérito de Bangkok, o cardeal Michael Michai Kitbunchu, o consagrou bispo em 12 de setembro do mesmo ano. Os co-consagradores foram Brunei Darussalam, e Francis Xavier Kriengsak Kovitvanit, Ex-Bispo de Nakhon Sawan e Salvatore Pennacchio, Núncio Apostólico na Tailândia, Cingapura e Camboja e Delegado Apostólico em Mianmar, Laos, Malásia.